# Zeadmete barkeri
Zeadmete barkeri är en snäckart som beskrevs av Powell 1952. Zeadmete barkeri ingår i släktet Zeadmete och familjen Cancellariidae. Inga underarter finns listade i Catalogue of Life.